# The Red Garland Trio
The Red Garland Trio è un album di Red Garland, pubblicato dalla Moodsville Records nel 1960. Il disco (che fu pubblicato anche con il titolo di "Moodsville Volume 6") fu registrato il 21 novembre 1958 al "Rudy Van Gelder Studio" ad Hackensack, New Jersey (Stati Uniti).

## Tracce
Lato A
1. I Love You, Yes I Do – 6:20 (Henry Oliver, Sally Nix[1])
2. Blues for Ann – 7:45 (Red Garland)
3. I'll Never Stop Loving You – 6:34 (Sammy Cahn, Nicholas Brodszky)

Lato B
1. And the Angels Sing – 6:51 (Ziggy Elman, Johnny Mercer)
2. T'Ain't Nobody's Business – 8:02 (Porter Grainger, Clarence Williams)
3. Bass-ment Blues – 7:54 (Red Garland)

## Musicisti
- Red Garland - pianoforte
- Paul Chambers - contrabbasso
- Art Taylor - batteria